# Waschbach (Kupfer)
Der Waschbach ist ein etwas über 3 km langer Bach im Hohenlohekreis im nordöstlichen Baden-Württemberg, der nach einem etwa nordwestlichen Lauf beim Weiler Bauersbach der Gemeinde Kupferzell von rechts in die obere Kupfer mündet.

## Geographie

### Verlauf
Ursprung des Waschbachs ist ein 0,4 ha großer, baumumstandener Teich am Südostrand des Weilers Brachbach der Gemeinde Untermünkheim im Landkreis Schwäbisch Hall zum Feldgewann Seeäcker auf etwa 402 m ü. NHN. Aus diesem fließt der Bach in seiner insgesamt recht beständigen nordwestlichen Laufrichtung aus und durchquert zunächst verdolt den Ort. Erst unterhalb des Weilers tritt er nahe der Kläranlage an die Oberfläche und unterquert gleich darauf die A 6.
Danach läuft er, meist von Sträuchern und Bäumen begleitet, in nun etwas stärker ausgeprägter Talmulde und passiert das Eichhölzle am rechten Hang, durch das der 0,7 km lange Landhegebach zuläuft, der ein Teileinzugsgebiet von ca. 0,6 km² beiträgt, westlich von Einweiler entsteht und der Trasse der alten äußeren Haller Landheeg folgt. Gleich nach der Zumündung etwa an der Mitte seines Laufes wechselt er aufs Gemeindegebiet von Kupferzell im Hohenlohekreis über. 
Bald durchläuft er hier einen kleinen Vorteich von 0,1 ha Fläche und dann gleich das ständig wasserhaltende Hochwasserrückhaltebecken Eichhölzle mit einer Fläche von 0,8 ha; namensgebend ist die am rechten Ufer liegende, für die Hohenloher Ebene typische kleine, generisch Hölzle genannte Waldinsel. Im Rückhaltebecken werden 14.000 m³ dauerhaft eingestaut, zusätzlich steht ein gewöhnlicher Rückhalteraum von 127.000 m³ zur Verfügung.
Nachdem der Waschbach unter dem Erddamm des Rückhaltebeckens hindurch ausgeflossen ist, mündet von rechts auf wenig unter 352,1 m ü. NHN ein erst zuletzt wieder offen laufender Wasserlauf, der an einem Hölzle entsteht, das südlich eines Aussiedlerhofes von Kupferzell-Goggenbach an der K 2364 an der Straße von Kupferzell-Eschental nach Bauersbach liegt. Mit einer Länge von 1,0 km und einem Teileinzugsgebiet von 0,7 km ist der nach einem Anfangsstück zwischen Feldern und entlang eines Erdwegs verdolt weitere Felder durchquerende Bach gleichwohl der größte Zufluss.
Auf den noch etwa 0,8 km seines Restlaufs unterquert der Waschbach die genannte Straße von Eschental her, passiert den Weiler Bauersbach auf dem sich schon absenkenden linken Talsporn und unterquert das Sträßchen von dort zur weiter abwärts am Fluss liegenden Stegmühle. Danach setzt entlang einem Feldweg die begleitende Galerie aus und der Bauersbach mündet von rechts und Südosten etwa einen halben Kilometer nordwestlich der Siedlungsmitte von Bauersbach auf etwa 339 m ü. NHN in die obere Kupfer.
Der Bauersbach ist 3,3 km lang und hat ein Einzugsgebiet von 3,6 km². Er mündet etwa 63 Höhenmeter unterhalb seines Ursprungs und hat ein mittleres Sohlgefälle von etwa 19 ‰.

### Einzugsgebiet
Der Waschbach entwässert etwa 3,6 km² des Unterraums Kupferzeller Ebene und Kocheneck des Naturraums Hohenloher und Haller Ebene. Die beiden mit jeweils etwa 419 m ü. NHN höchsten Punkte liegen am Nordosteck nahe einem Wasserreservoir im Süden von Eschental sowie am Südostrand im Seeholz am Zubringer der B 14 zur A 6.
An der Nordseite von der Mündung bis etwas nördlich von Einweiler grenzt das Einzugsgebiet des nächsten Kupferzuflusses Aspenbach unterhalb an, an der Ostseite dasjenige des Eschentalbachs, der über den Eschentaler Bach weit oberhalb der Kupfer in den Kocher entwässert. Die südsüdöstliche Wasserscheide durch das Seeholz östlich von Brachbach trennt vom Entwässerungsbereich des Heiligenbachs, dessen Vorfluter Dobelbach noch weiter oben in den Kocher mündet. Hinter einem nur kurzen Stück südlicher Wasserscheide liegt wenig entfernt der Ursprung der Kupfer, danach folgen entlang der südwestlichen Wasserscheide fast bis zur Mündung die Nachbareinzugsgebiete zweier oberer Kupfer-Zuflüsse, erst des Richtbachs, mündungsnäher dann des Werschbachs, der das Übrigshausener Überhauhölzle entwässert.
Außer wenigen kleinen Waldinseln und einem größeren, aber immer noch unter 10 Hektar großen Anteil am Seehölzle östlich von Brachbach liegt der überwiegende Teil des Einzugsgebietes in freier Flur. Diese steht überwiegend unterm Pflug; Wiesen gibt es auf dem schmalen Talgrund und zusammen mit Obstwiesen in den Weichbildern der zwei größeren Weiler.
Unmittelbar am Bachlauf liegt nur der Weiler Brachbach der Gemeinde Untermünkheim, im Einzugsgebiet liegen noch der merklich kleinere Kupferzeller Weiler Einweiler in dessen Nordostecke über der Talmulde des zulaufenden Landhegebachs sowie mündungsnah auf dem linken Sporn der wieder größere, ebenfalls Kupferzeller Weiler Bauersbach. Etwa 1,4 km² des Einzugsgebietes im Norden liegen auf der Westernacher Teilortgemarkung von Kupferzell, der etwa anderthalbmal so große Rest zur Übrigshausener Teilortgemarkung von Untermünkheim.

## Geologie
Der Waschbach entspringt im Randbereich einer großen, im Quartär abgelagerten Lösssedimentinsel, die im Bogen vom Osten über den Süden bis fast dessen gesamte Südwestseite nach Bauersbach hin entlang die umgebenden Hügelhöhen einnimmt. Darunter liegt der Lettenkeuper (Erfurt-Formation), tiefste Schicht des Unterkeupers, der das ganze übrige Einzugsgebiet bis hinunter zur Mündung bedeckt. Der im Untergrund der flachhügeligen Hohenloher Ebene liegende und für das wenig profilierte Relief verantwortliche Muschelkalk ist nur außerhalb des Einzugsgebietes aufgeschlossen, am nächsten im tiefer eingeschnittenen Tal des Eschentaler Bachs im Osten.
Ein 1970 durchgeführter Markierungsversuch zeigte auf, dass Wasser vom Landhegebach in Sandsteinschichten der Erfurt-Formation versickert. Anlass für den Versuch war die Verunreinigung eines Brunnens rund 350 Meter nördlich des Bachs, der der Trinkwasserversorgung von Bauersbach diente. Seinerzeit wurde das Abwasser von Einweiler in den Landhegebach eingeleitet.

### LUBW
Amtliche Online-Gewässerkarte mit passendem Ausschnitt und den hier benutzten Layern: Lauf und Einzugsgebiet des Waschbachs

Allgemeiner Einstieg ohne Voreinstellungen und Layer: Daten- und Kartendienst der Landesanstalt für Umwelt Baden-Württemberg (LUBW) (Hinweise)
1. 1 2 3  Höhe nach dem Höhenlinienbild auf dem Hintergrundlayer Topographische Karte.
2. 1 2  Länge nach dem Layer Gewässernetz (AWGN).
3. ↑  Einzugsgebiet aufsummiert aus den Teileinzugsgebieten nach dem Layer Basiseinzugsgebiet (AWGN).
4. 1 2 3  Seefläche nach dem Layer Stehende Gewässer.
5. ↑  Einzugsgebiet abgemessen auf dem Hintergrundlayer Topographische Karte.
6. ↑  Daten des Hochwasserrückhaltebeckens nach dem Layer Stauanlage.
7. ↑  Höhe nach schwarzer Beschriftung auf dem Hintergrundlayer Topographische Karte.
8. ↑  Einzugsgebiet nach dem Layer Basiseinzugsgebiet (AWGN).

### Andere Belege
1. ↑  Abfluss-BW - Daten und Karten
2. ↑  Wolf-Dieter Sick: Geographische Landesaufnahme: Die naturräumlichen Einheiten auf Blatt 162 Rothenburg o. d. Tauber. Bundesanstalt für Landeskunde, Bad Godesberg 1962. → Online-Karte (PDF; 4,7 MB)
3. ↑  Name des Werschbachs nach: Meßtischblatt 6824 Hall von 1930 in der Deutschen Fotothek
4. ↑  Geologie nach: Mapserver des Landesamtes für Geologie, Rohstoffe und Bergbau (LGRB) (Hinweise)
5. ↑  Alfred Vollrath: Blatt 6824 Schwäbisch Hall der Geologischen Karte von Baden-Württemberg, Erläuterungen. Stuttgart 1977, S. 135–138.